# Stortjärnen (Idre socken, Dalarna, 687527-132113)
Stortjärnen är en sjö i Älvdalens kommun i Dalarna och ingår i Dalälvens huvudavrinningsområde. Sjön har en area på 0,11 kvadratkilometer och ligger 569,2 meter över havet.

## Delavrinningsområde
Stortjärnen ingår i det delavrinningsområde (687422-132117) som SMHI kallar för Inloppet i Frönhån. Medelhöjden är 581 meter över havet och ytan är 7,12 kvadratkilometer. Räknas de 16 avrinningsområdena uppströms in blir den ackumulerade arean 277,12 kvadratkilometer. Guttan som avvattnar avrinningsområdet har biflödesordning 2, vilket innebär att vattnet flödar genom totalt 2 vattendrag innan det når havet efter 494 kilometer. Avrinningsområdet består mestadels av skog (87 procent). Avrinningsområdet har 0,11 kvadratkilometer vattenytor vilket ger det en sjöprocent på 1,5 procent.